# Impasse du Borgendael

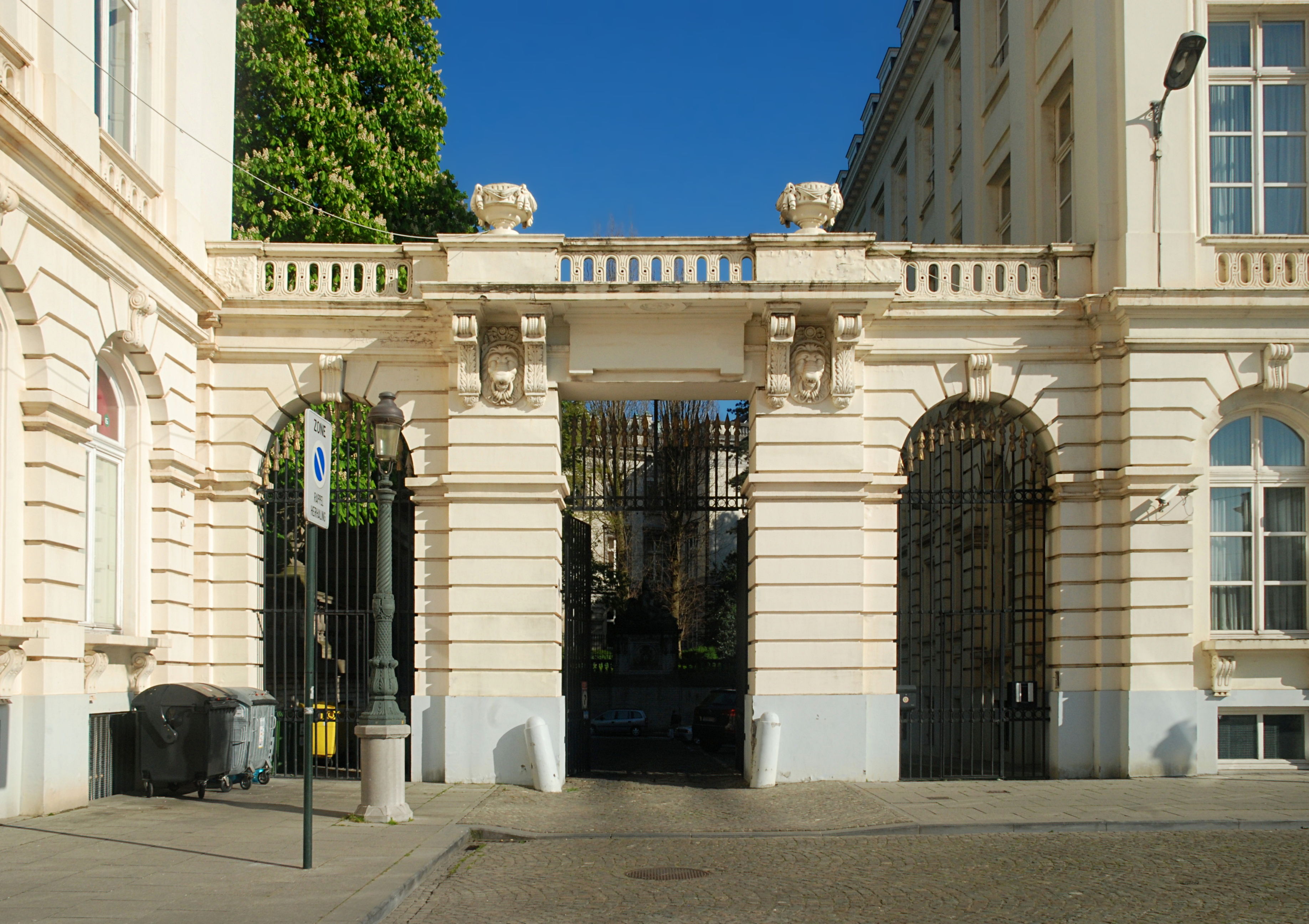
Portique du Borgendael à l'entrée de l'impasse

L'impasse du Borgendael (en néerlandais : Borgendaalgang), est une voie publique bruxelloise.

## Situation et accès
Elle donne sur la place Royale, son accès règlementé est interdit par une grille qui ne s'ouvre au public qu'en certaines occasions.
Elle est située le long de la façade gauche de l'église Saint-Jacques-sur-Coudenberg et le mur d'enceinte des jardins du palais royal et forme un coude allant derrière l'église.

## Origine du nom
Son nom rappel l'ancien domaine de Borgendael du châtelain de Bruxelles.

## Historique
Jusqu'à la fin du XVIIIe siècle elle était une rue allant jusqu'à la Place du Trône actuelle.
Jadis elle était habitée par des artisans qui jouissaient jusqu'à la fin du XVIIIe siècle (1774) de la franchise du métier et ne devaient de ce fait pas être membre des corporations car elle faisait partie du domaine des vicomtes de Bruxelles. On y levait pas non plus de taxes.

## Bâtiments remarquables et lieux de mémoire

### Le musée du Grand Serment Royal et de Saint-Georges des arbalétriers de Bruxelles
Actuellement cette voie, dont l'accès est interdit par une grille, conduit vers le musée des arbalétriers du Serment de Saint-Georges où le public est admis lors des réunions du jeudi soir et des journées d'ouverture.